# Hayley Scamurra
Hayley Scamurra, född 14 december 1994 i Williamsville, New York, är en amerikansk ishockeyspelare (forward). Hon spelar för USA:s damlandslag i ishockey och Buffalo Beauts. Hon är dotter till före detta NHL-spelaren Peter Scamurra.
Under studietiden vid Northeastern University spelade hon för Northeastern Huskies.